# Ptilodexia macroptera
Ptilodexia macroptera là một loài ruồi trong họ Tachinidae.